# Stephen Hough

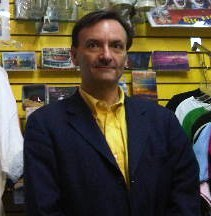
Stephen Hough in 2010

Stephen Hough (Heswall (Cheshire), 22 november 1961) is een in het Verenigd Koninkrijk geboren klassiek pianist, componist en schrijver. In 2005 werd hij ook Australisch staatsburger. Hij bezit derhalve twee nationaliteiten.
Hough werd geboren in Heswall (destijds in Cheshire) op het Wirral Peninsula, en groeide op in Hoylake; hij begon met pianolessen toen hij vijf jaar oud was. In 1978 was hij finalist in de BBC Young Musician of the Year Competition en won hij de prijs in de pianosectie. In 1982 won hij in Engeland de Terence Judd Award. In 1983 won hij in New York de eerste prijs van de Naumburg International Piano Competition.
Hough geeft als solist recitals, en treedt op met vooraanstaande orkesten over de hele wereld, zoals het Chicago Symphony, het Los Angeles Philharmonic, het Toronto Symphony, het Philadelphia Orchestra, het London Symphony, het New York Philharmonic, het Boston Symphony, het Berliner Philharmoniker, het English Chamber Orchestra en het City of Birmingham Symphony.
Hij heeft meer dan 40 cd's opgenomen, waaronder live-opnamen van de vier pianoconcerten van Rachmaninov en diens Rapsodie op een thema van Paganini, met het Dallas Symphony Orchestra onder leiding van Andrew Litton; volgens een aantal critici kunnen deze opnamen de vergelijking met die van de componist zelf doorstaan. Hij won hiermee een Gramophone Award en de Classical BRIT Critics Award.
Hough heeft een Master's degree van de Juilliard School en ontving de MacArthur Fellowship in 2001. Hij studeerde bij Heather Slade-Lipkin, Gordon Green en Derrick Wyndham. Hij is ook componist, en speelt op recitals regelmatig eigen werk. In maart 2007 vond de première van zijn celloconcert (geschreven voor Steven Isserlis) plaats, en in de zomer van datzelfde jaar werden in de Westminster Abbey en de Westminster Cathedral missen uitgevoerd die hij speciaal voor dat doel geschreven had.
Hij geeft gastcolleges aan de Royal Academy of Music in Londen en de International Chair of Piano Studies aan het Royal Northern College of Music in Manchester.
Hij bekeerde zicht tot het katholicisme toen hij negentien jaar oud was. Hij heeft geschreven over zijn homoseksualiteit in relatie tot zowel zijn religie als de betekenis ervan voor zijn carrière als muzikant. Ook publiceerde hij THE BIBLE AS PRAYER: een handbook voor lectio divina.

## Geselecteerde opnamen
- Hummel: Pianoconcert in b mineur, op.89; Pianoconcert in a mineur, op.85: English Chamber Orchestra (Chandos 1987)
- Stephen Hough: Liszt (Virgin Classics, 1988)
- My Favorite Things: Virtuoso Encores (Musicmasters, 1988)
- Scharwenka: Pianoconcert nr. 4 in f mineur en Von Sauer: Pianoconcert nr.1 in e mineur (Hyperion, 1994 CDA66790)
- Pianomuziek van Frederic Mompou (Hyperion, 1997)
- Brahms Pianoconcerten 1 en 2, BBC Symphony Orchestra (Virgin Classics 1998)
- Stephen Hough's New Piano Album (Hyperion, 1999)
- Saint-Saëns, The Complete Works for Piano and Orchestra, City of Birmingham Symphony Orchestra (Hyperion, 2001)
- Hummel: Pianosonates (Hyperion, 2003)
- Rachmaninov: Pianoconcerten nrs. 1, 2, 3 en 4; Rapsodie op een thema van Paganini; Litton/Dallas Symphony Orchestra (Hyperion CDA67501/2)
- The Stephen Hough Piano Collection (Hyperion, 2005)
- Liszt: Années de pelerinage - Suisse (Hyperion, 2005)
- Stephen Hough's Spanish Album (Hyperion 2006)
- Man of Sorrows for piano & orchestra - George Tsontakis (Hyperion 2007)